# Gurutz Aguinagalde
Gurutz Aguinagalde Akizu (Irun, 26 d'octubre de 1977) és un jugador d'handbol basc, ja retirat, que va jugar de porter al Naturhouse La Rioja. És germà del també jugador d'handbol Julen Aguinagalde. Actualment presideix el Bidasoa Irun.
El 6 de gener de 2017 va debutar amb la Selecció d'handbol d'Espanya, disputant la segona part del partit Espanya-Polònia del XLII Torneig Internacional 'Domingo Bárcenas', celebrat a Irun, i, després del qual, va ser nomenat millor jugador del partit.

## Clubs
- Bidasoa Irun (1995-2005)
- Naturhouse de La Rioja (2005-2018)[4]